# Liste der Baudenkmäler im Wuppertaler Stadtbezirk Ronsdorf
Die Liste der Baudenkmäler im Wuppertaler Stadtbezirk Ronsdorf enthält die denkmalgeschützten Bauwerke auf dem Gebiet des Stadtbezirks Wuppertal-Ronsdorf in Nordrhein-Westfalen (Stand: November 2011). Diese Baudenkmäler sind in der Denkmalliste der Stadt Wuppertal eingetragen; Grundlage für die Aufnahme ist das Denkmalschutzgesetz Nordrhein-Westfalen (DSchG NRW).

Der Stadtbezirk ist gegliedert in die Wohnquartiere: Ronsdorf-Mitte/Nord, Blombach-Lohsiepen, Rehsiepen, Schenkstraße, Blutfinke und Erbschlö-Linde.

## Baudenkmäler im Wuppertaler Stadtbezirk Ronsdorf

### Ronsdorf-Mitte/Nord
siehe Liste der Baudenkmäler im Wuppertaler Wohnquartier Ronsdorf-Mitte/Nord

### Blombach-Lohsiepen
siehe Liste der Baudenkmäler im Wuppertaler Wohnquartier Blombach-Lohsiepen

### Rehsiepen
kein Baudenkmal in diesem Wohnquartier

### Schenkstraße
siehe Liste der Baudenkmäler im Wuppertaler Wohnquartier Schenkstraße

### Blutfinke
siehe Liste der Baudenkmäler im Wuppertaler Wohnquartier Blutfinke

### Erbschlö-Linde
siehe Liste der Baudenkmäler im Wuppertaler Wohnquartier Erbschlö-Linde